# Olga Golovkina
Olga Genadjevna Golovkina (rusko Ольга Геннадьевна Головкина), ruska atletinja, * 17. december 1986, Perm, Sovjetska zveza.
Nastopila je na poletnih olimpijskih igrah leta 2012 in osvojila deveto mesto v teka na 5000 m. Na evropskih prvenstvih je osvojila naslov prvakinje v isti disciplini leta 2012. Leta 2013 je prejela dvoletno prepoved nastopanja zaradi dopinga.